# MetaTracker
MetaTracker (または単にTracker) は、LinuxやUnix系システム用の検索システムである。MetaTrackerはC言語で記述されている。
GNOMEのファイルはTrackerをサポートする。
Conduitアプリケーションの開発者の一人は「メタデータ対応のGNOME」を作るためにMetaTrackerを使うことを提案した。これはKDE Software Compilation 4においてStrigiをメタデータフレームワークのインデクサに使うことに似ている。

## 参照
1. ↑  “Tags · GNOME / tracker · GitLab”. 2025年2月21日閲覧。
2. ↑  John Stowers. “A Metadata Enabled GNOME - Johns Blog”. 2009年8月27日閲覧。